# Robin Robertson
Robin Robertson (Scone, 1955) è un poeta scozzese.

## Biografia
Nato nel 1955 nel Perthshire, vive a Londra dove è editore associato presso la Jonathan Cape.
Dopo aver compiuto gli studi in Canada, nel 1997 ha esordito con la raccolta di liriche Camera obscura vincendo un Forward Poetry Prize.
Sposato con due figli, la sua opera poetica ha ricevuto numerosi riconoscimenti.

## Opere principali

### Raccolte di poesie
- Camera obscura (A Painted Field, 1997), Parma, Guanda, 2002 traduzione di Massimo Bacigalupo ISBN 88-8246-425-3.
- Slow Air (2002)
- Esitazione (Swithering, 2006), Parma, Guanda, 2008 traduzione di Massimo Bacigalupo ISBN 978-88-6088-073-4.
- The Wrecking Light (2010)
- Hill of Doors (2013)
- Sailing the Forest (2014)
- Un nodo alla gola (The Long Take, 2018), Parma, Guanda, 2022 traduzione di Matteo Campagnoli ISBN 978-88-235-2487-3.

### Curatele
- Le umiliazioni non finiscono mai (Mortification: Writers' Stories of Their Public Shame, 2004), Parma, Guanda, 2005 traduzione di Eva Kampmann ISBN 88-8246-671-X.

## Premi e riconoscimenti
- Forward Poetry Prize: 1997 "Miglior raccolta di debutto" con Camera Obscura, 2006 "Miglior raccolta" con Esitazione e 2009 "Miglior componimento singolo" con At Roane Head
- E. M. Forster Award: 2004
- Petrarca-Preis: 2013
- Booker Prize: 2018 nella shortlist con Un nodo alla gola
- Goldsmiths Prize: 2018 vincitore con Un nodo alla gola
- Walter Scott Prize: 2019 vincitore con Un nodo alla gola